# Pfarrkirche Suetschach

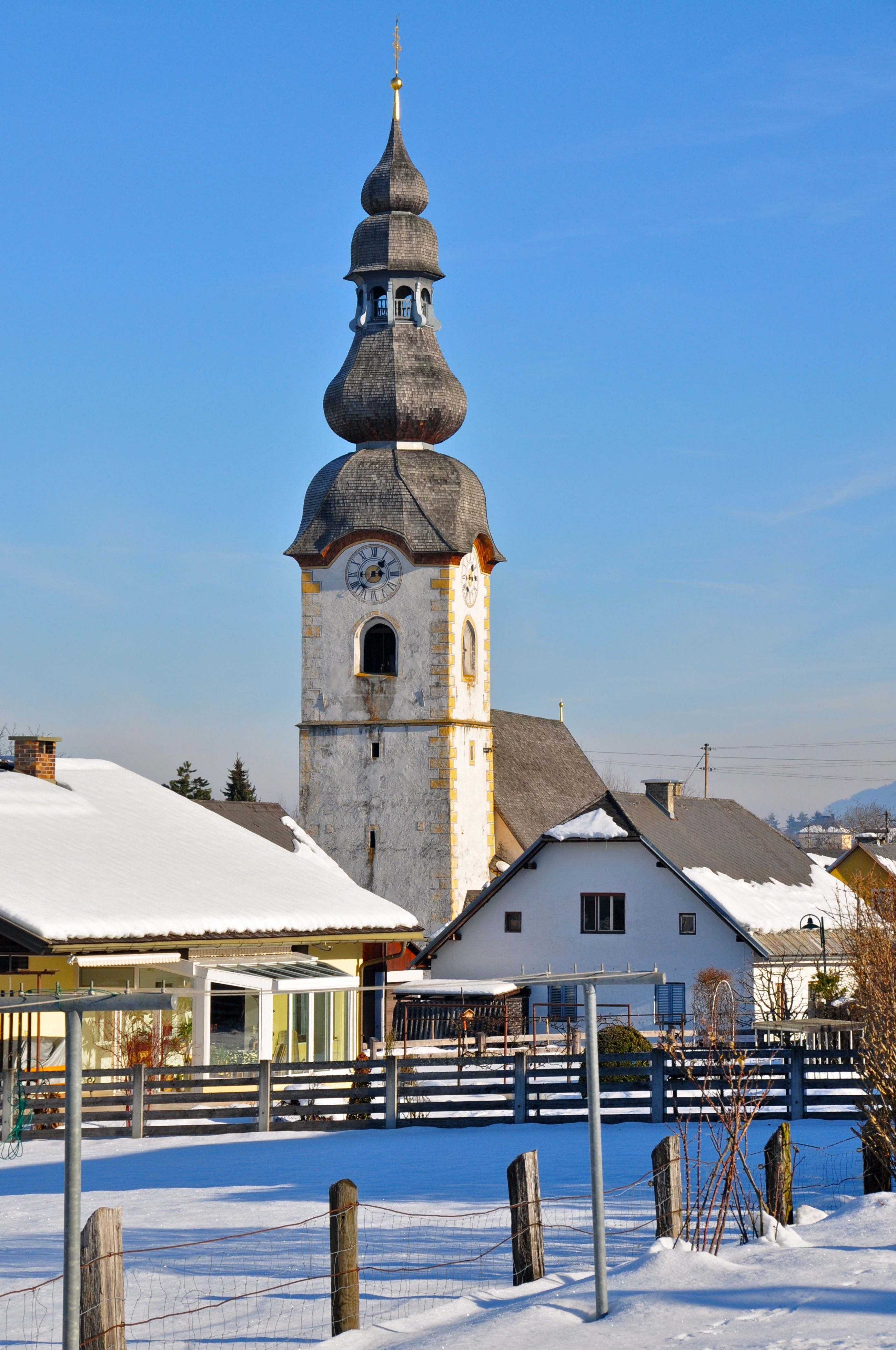
Katholische Pfarrkirche hl. Lambert in Suetschach

Die römisch-katholische Pfarrkirche Suetschach steht am südöstlichen Ortsrand von Suetschach in der Marktgemeinde Feistritz im Rosental im Bezirk Klagenfurt-Land in Kärnten. Die dem Patrozinium des hl. Lambert von Lüttich unterstellte Pfarrkirche gehört zum Dekanat Ferlach/Borovlje in der Diözese Gurk-Klagenfurt. Die Kirche steht unter Denkmalschutz (Listeneintrag).

## Geschichte
Urkundlich wurde 1364 eine Kirche genannt.
Die romanische Chorturmkirche aus der ersten Hälfte des 13. Jahrhunderts ist mit den Langhausmauern und dem Turmerdgeschoß erhalten. Die Einwölbung des Langhauses und der Westturm entstanden im 15. Jahrhundert. Weitere Veränderungen der Kirche entstanden im Barock und um 1900. Die Kirche erlitt 1911 einen Brand. 1995 wurde die Kirche mit Schindeln neu gedeckt.

## Architektur
Das Kirchenäußere zeigt zwischen einem massiven Chorturmerdgeschoß ein Langhaus und einen gering eingezogenen Chor, beide mit massiven dreistufigen Strebepfeilern. Südlich des ehemaligen Chorturmerdgeschoßes und teils des Chores steht die Sakristei aus 1753. Südlich des Langhauses befindet sich außen eine Treppe zur Westempore. Der gotische Westturm hat rundbogige Schallfenster und trägt einen Zwiebelhelm aus 1821.

## Einrichtung
Der barocke Hochaltar aus der Mitte des 18. Jahrhunderts mit einer Thronenden Madonna zwischen zwei hl. Bischöfen trägt die Figuren der Heiligen Peter und Paul aus der Mitte des 17. Jahrhunderts und im Aufsatz die Gruppe hl. Dreifaltigkeit.
Eine spätgotische Holzfigur Sitzender Apostel aus dem ersten Viertel des 15. Jahrhunderts wurde aus Matschach hierher übertragen. Es gibt eine lebensgroße Beweinungsgruppe Pietà mit Johannes und Magdalena vom ehemaligen linken Seitenaltar aus dem ersten Viertel des 18. Jahrhunderts.

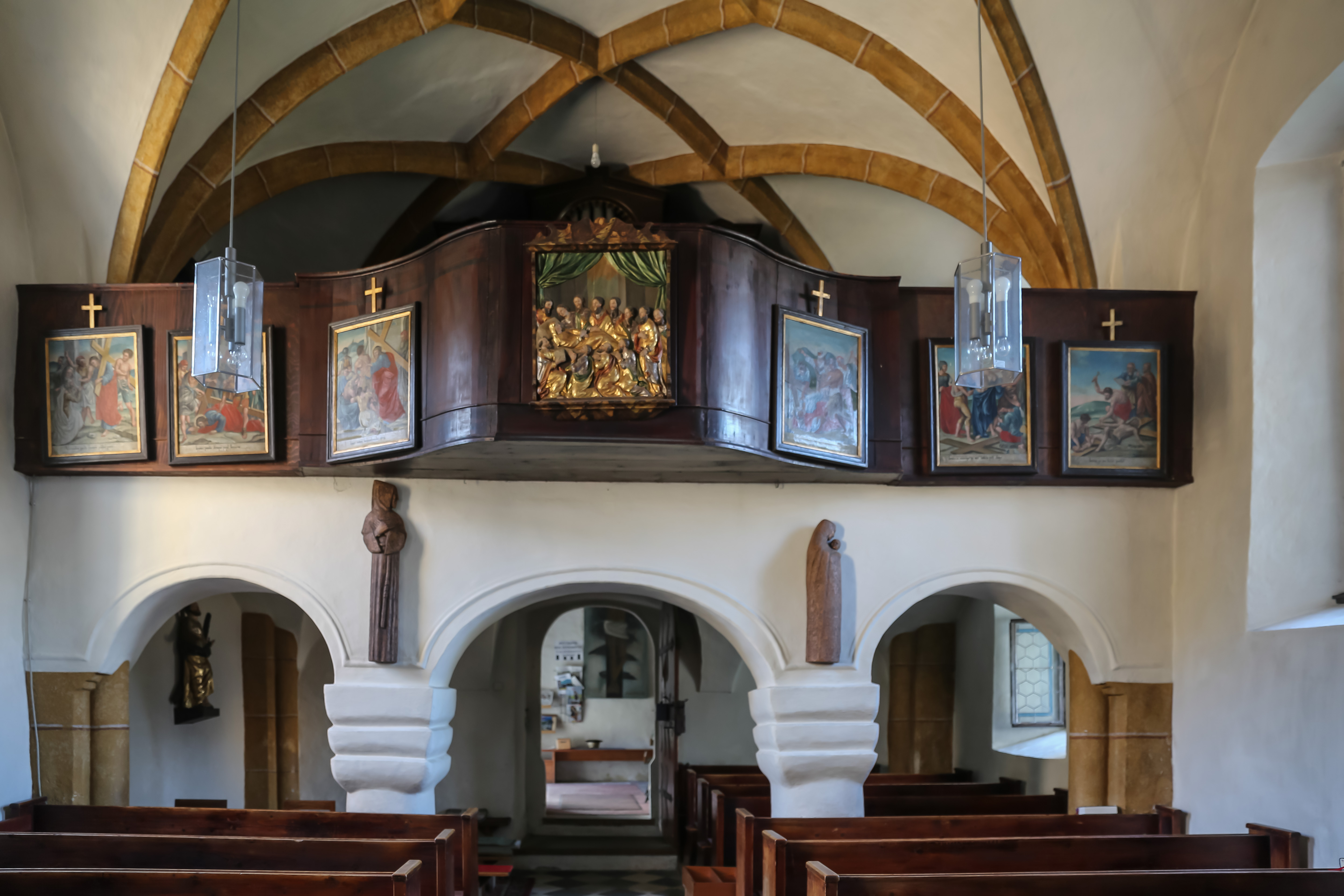
Empore mit slowenischen Kreuzwegtafeln

Von Bedeutung sind auch die slowenischen Kreuzwegtafeln in der Tradition der Führich-Kreuzwege, die Ausdruck der lokalen Kulturgeschichte sind. Nach Zeitzeugenberichten wurden die slowenischen Inschriften, die in einem veralteten Slowenisch in der Gajica-Schrift gehalten sind, in der Nazizeit übermalt und kamen erst bei Restaurierungsarbeiten in jüngerer Zeit wieder zum Vorschein.
Über dem Eingang ist ein Fresko des hl. Lambert angebracht, das wohl dem akademischen Maler Peter Markovič zuzuschreiben ist. Es trägt die Inschrift: "Sv. Lambert, varuj našo župnijo" (übersetzt: "hl. Lambert, schütze unsere Pfarre"). Die slowenischen Inschriften werden in Dehio nicht thematisiert.

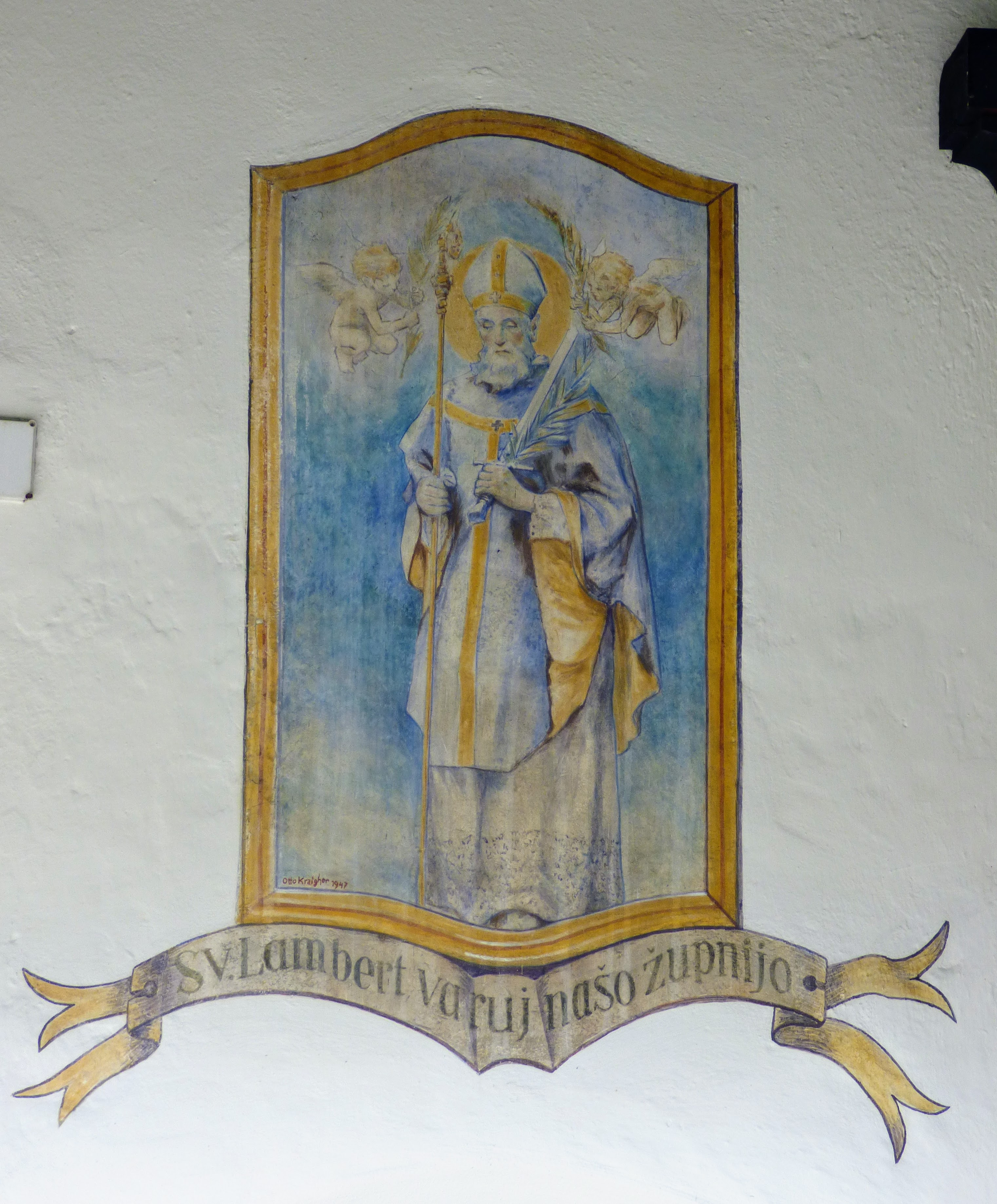
Hl. Lambert mit slowenischer Inschrift: "Sv. Lambert, varuj našo župnijo" / "hl. Lambert, schütze unsere Pfarre"